# فیلوجازو
فیلوجازو (به ایتالیایی: Filogaso) یک کومونه در ایتالیا است که در استان ویبو والنتیا واقع شده‌است.

## خصوصیات
فیلوجازو ۲۳٫۷ کیلومترمربع مساحت و ۱٬۳۹۷ نفر جمعیت دارد.